# Ferdinand-Leitner-Steg
Der Ferdinand-Leitner-Steg (bis 1997 Schillersteg) ist eine Fußgängerbrücke in Stuttgart, die die neunspurige Schillerstraße überquert und den Schlossgarten mit dem Oberen Schlossgarten verbindet. Sein südliches Ende liegt im Oberen Schlossgarten nahe dem Schauspielhaus. Sein nördliches Ende gabelt sich in einen Steg zu dem Gehweg durch den Schlossgarten und einen Steg zu dem Gehweg Richtung Hauptbahnhof.
Die von dem Stuttgarter Ingenieurbüro Leonhardt, Andrä und Partner entworfene Brücke gehört zu den ersten Schrägseilbrücken.

## Geschichte
Der ehemalige Schillersteg entstand im Zusammenhang mit der Gestaltung des Schlossgartengeländes für die Bundesgartenschau 1961. Er wurde 1997 nach Ferdinand Leitner benannt, der in Stuttgart als Opern- und Generalmusikdirektor wirkte. 2008 wurde die Brücke umfassend restauriert.

## Beschreibung
Die insgesamt rund 100 m lange Brücke überspannt die Schillerstraße mit einem 92,5 m langen und 5,5 m breiten Stahl-Hohlkasten, der sich auf der Nordseite in zwei 3,4 m breite Teile aufgabelt. Der sehr flache Hohlkasten ist auf seiner ganzen Länge 50 cm hoch. Der Stahlkasten ist innen im Abstand von 2,4 m durch Gitterträger aus 24 mm starken Rundstählen ausgesteift, luftdicht verschweißt und innen nicht korrosionsgeschützt.
Das im Grundriss leicht gebogene Brückendeck endet jeweils an einer kurzen Rampe aus Stahlbeton.
Das gesamte Brückendeck hängt an einem Pylon, der frei in der Gabelung der nördlichen Stegteile steht. Der 23 m hohe Pylon ist ein achteckiger, hohler Stahlpfeiler, dessen Querschnitt sich von 1,22 m nach oben auf 0,56 m verjüngt.
Von der Spitze des Pylons sind drei Schrägseilpaare zu den äußeren Kanten der 63,3 m langen Hauptöffnung des Brückendecks über der Schillerstraße und zwei Seilpaare zu den nördlichen Stegteilen gespannt.
Für die Schrägseile wurden erstmals Paralleldrahtseile verwendet, die von einem Polyethylen-Rohr umhüllt sind, das zum Korrosionsschutz mit Zementmörtel verpresst wurde.
Die Geländer bestehen aus senkrechten Stahlstäben, die in Gruppen von vier Stäben mit einem etwas größeren Abstand zur nächsten Gruppe angeordnet sind. Der im Querschnitt zum Brückendeck hin offene, halbovale Handlauf aus gezogenem Stahl hatte ursprünglich eine Neonbeleuchtung hinter einer durchgehenden Plexiglasabdeckung. Sie war jedoch störanfällig und nach einiger Zeit nicht mehr funktionsfähig. Bei der 2008 durchgeführten Instandsetzung der Brücke wurden Vorkehrungen getroffen, eine LED-Beleuchtung zu installieren.